# Saskia Durian-Ress
Saskia Durian-Ress (* 25. Juni 1943 in München) ist eine deutsche Kunsthistorikerin.

## Werdegang
Durian-Ress, Tochter des Kunsthistorikers Anton Ress (1913–1972), studierte von 1962 an Kunstgeschichte, Klassische Archäologie und Volkskunde an der Universität München. Von 1968 bis 1969 war sie als DAAD-Stipendiatin in Brüssel. 1972 wurde sie an der Universität München bei Theodor Müller promoviert.
Von 1973 bis 1974 absolvierte sie das Volontariat an den Staatlichen Museen in München (Bayerisches Nationalmuseum, Bayerische Staatsgemäldesammlungen, Staatliche Graphische Sammlung). Sie war von 1974 bis 1977 im Bayerischen Landesamt für Denkmalpflege als Referentin in der praktischen Baudenkmalpflege tätig.
Sie war von 1977 bis 1992 Konservatorin/Oberkonservatorin am Bayerischen Nationalmuseum München für die Fachgebiete Textilien, Kostüme und Graphik. Von 1993 bis 2002 leitete sie als Direktorin das Augustinermuseum in Freiburg im Breisgau.
Auf ihre Initiative gründete sich im März 1994 der Freundeskreis des Augustinermuseums e.V. Sie initiierte die Generalsanierung des Augustinermuseums ; die als erste Baumaßnahme erfolgte Sanierung des angrenzenden Feierling-Gebäudes im Jahr 2000 ermöglichte den Auszug der Direktions- und Bibliotheksräume aus dem Gebäude für die Sammlungsräume.

## Veröffentlichungen (Auswahl)
- Das barocke Grabmal in den südlichen Niederlanden. Studien zur Ikonographie und Typologie. In: Aachener Kunstblätter 45, 1974, S. 235–330 (= Dissertation).
- Klassische Denkmalpflege – Konservieren und Restaurieren von Einzeldenkmaelern. In: Kat.: Eine Zukunft für unsere Vergangenheit. Europaeisches Denkmalschutzjahr 1975 – Denkmalschutz und Denkmalpflege in der Bundesrepublik Deutschland, 1975, S. 115–124
- Meisterwerke mittelalterlicher Textilkunst aus dem Bayerischen Nationalmuseum. Schnell & Steiner, München – Zürich 1986, ISBN 3-7954-0636-6
- Textilien Sammlung Bernheimer. Paramente 15.–19. Jahrhundert. Hirmer, München 1991, ISBN 3-7774-5380-3
- Schuhe. Vom späten Mittelalter bis zur Gegenwart. Katalog Bayerisches Nationalmuseum München. Hirmer, München, 1991, ISBN 3-7774-5680-2
- 70 Jahre Augustinermuseum Freiburg – Vom Kloster zum Museum. Ausstellungskatalog Augustinermuseum. Hirmer, München 1993, ISBN 3-7774-6350-7
- Christian Wenzinger. Die Bildwerke. Hirmer, München 2010, ISBN 978-3-7774-2601-3.